# Kościół Bożego Ciała i św. Stanisława Biskupa w Modlnej
Kościół Bożego Ciała i św. Stanisława Biskupa w Modlnej – rzymskokatolicki kościół parafialny we wsi Modlna, w województwie łódzkim (powiat zgierski). Funkcjonuje przy nim parafia Bożego Ciała i św. Stanisława Biskupa.

## Historia
Parafię we wsi erygowano prawdopodobnie w XV wieku. Obecna świątynia pochodzi z końca XVI wieku lub z XVII wieku. W 1886 została gruntownie odnowiona.

## Architektura
Jednonawowy kościół jest drewniany (oszalowany), wzniesiony w konstrukcji wieńcowej. Prezbiterium zlokalizowane jest od północy i ma dobudowaną zakrystię. Od południa do świątyni przylega murowana kaplica Warszyckich z około 1660 (lub w 1634), oddzielona wewnątrz kutą kratą. Dach ma więźbę typu storczykowego i dach kryty gontem z sygnaturką zwieńczoną baniastym hełmem z krzyżem.
Obiekt jest ogrodzony murowanym parkanem, w którego południowo-zachodni narożnik wbudowano w 1905 masywną dzwonnicę parawanową z dwiema arkadami i dwoma spiżowymi dzwonami. 

## Wyposażenie
W barokowym ołtarzu głównym wisi obraz Matki Boskiej i św. Stanisława Biskupa (wizerunek Maryi wyobraża zwykłą dziewczynę ze wsi, stąd mieszkańcy nazywają ją Matką Boską Modlińską). Ambona (barok), kropielnica (XV wiek) i chrzcielnica są kamienne. Świątynia dysponuje organami pneumatycznymi i dwoma barokowymi krucyfiksami (XVIII wiek). Stacje Drogi Krzyżowej wymalowano na płótnie. We wnętrzu kaplicy znajduje się renesansowy, przyścienny, kamienny nagrobek Mateusza Warszyckiego z leżącą postacią rycerską w zbroi naturalnych rozmiarów.
Na zewnętrznych ścianach kaplicy umieszczone są epitafia zmarłych w wieku XIX Ostrowskich i Coskich (lokalnych dziedziców).

## Galeria

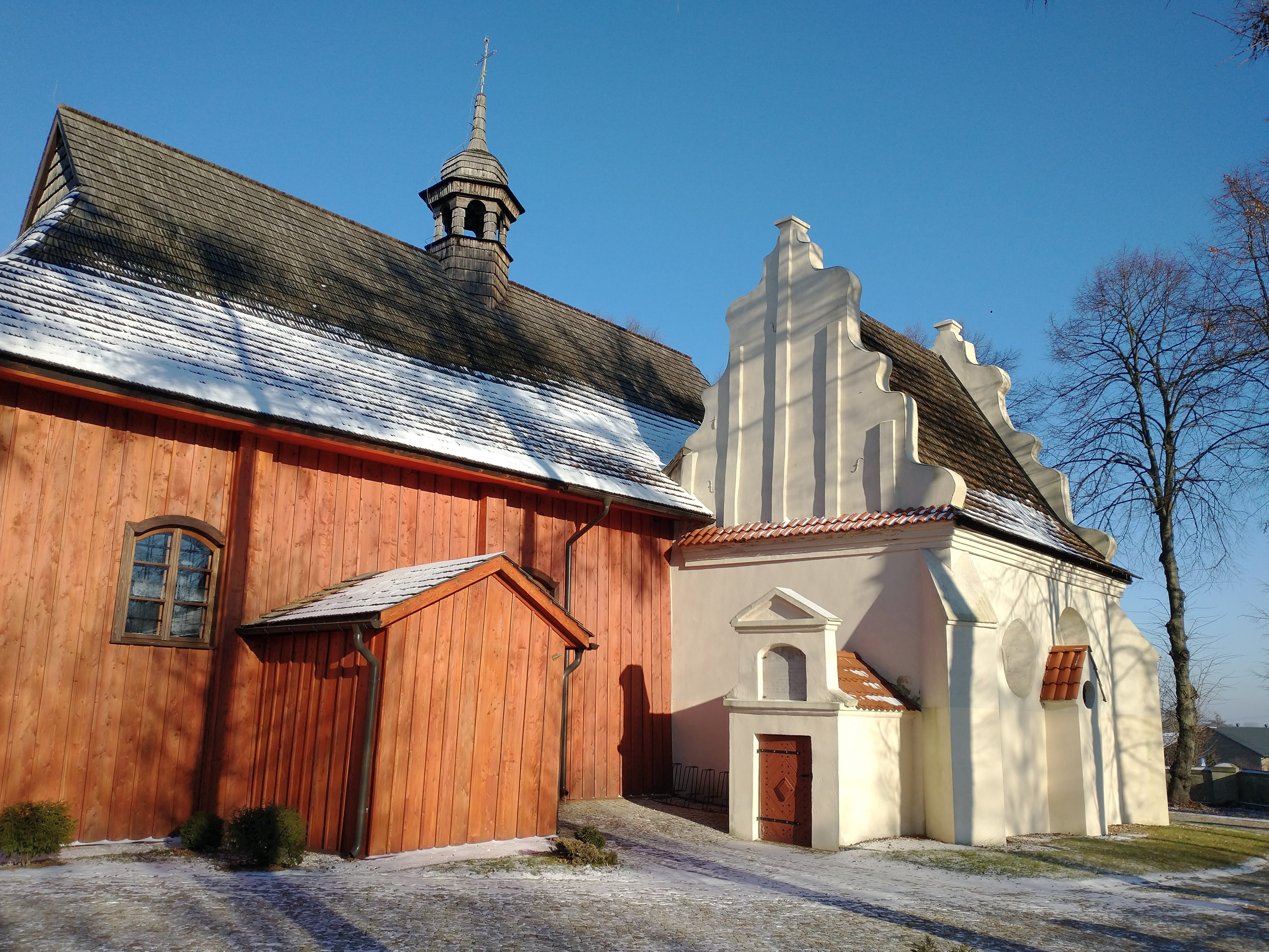
Kaplica Warszyckich
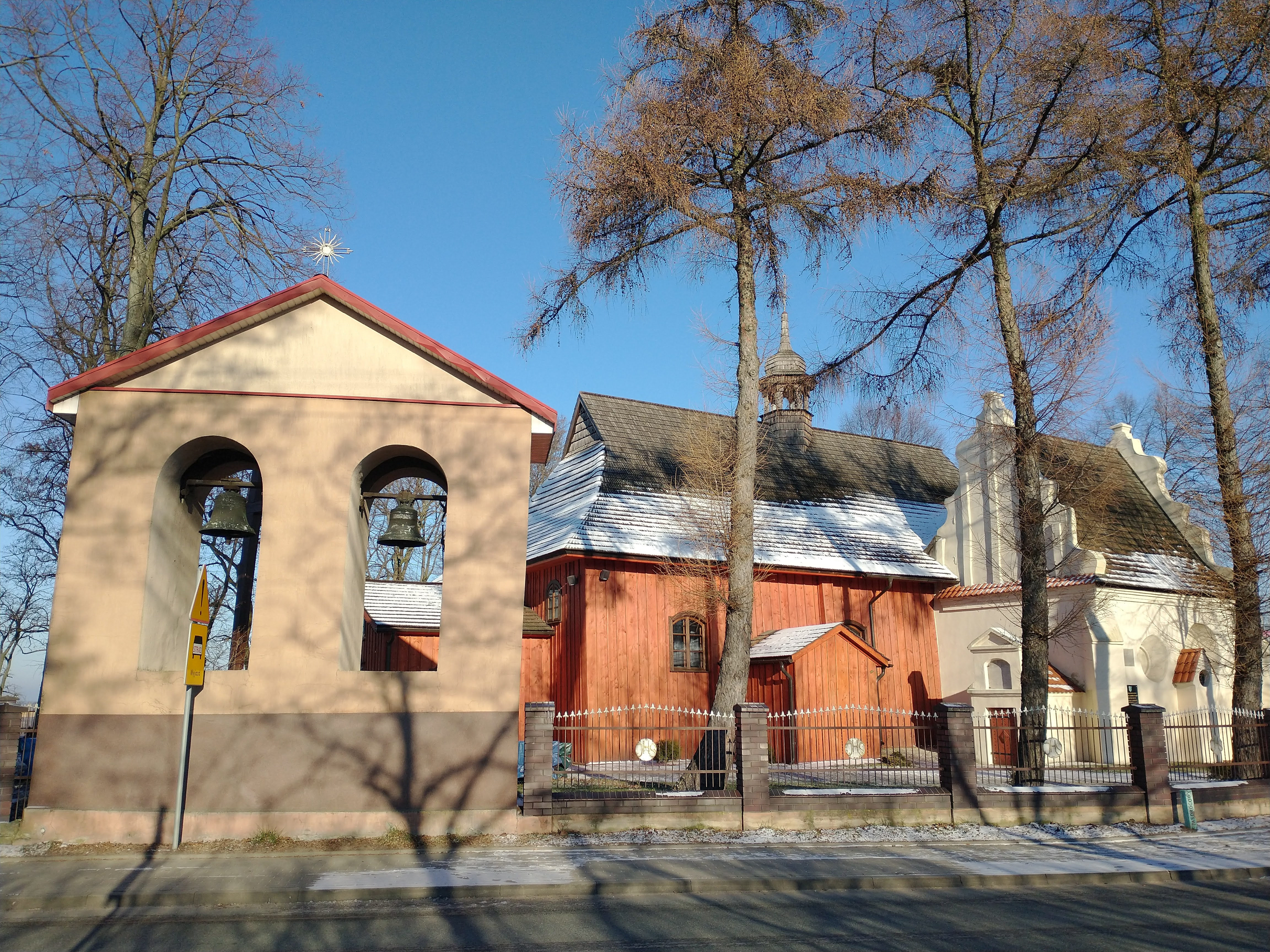
Dzwonnica parawanowa
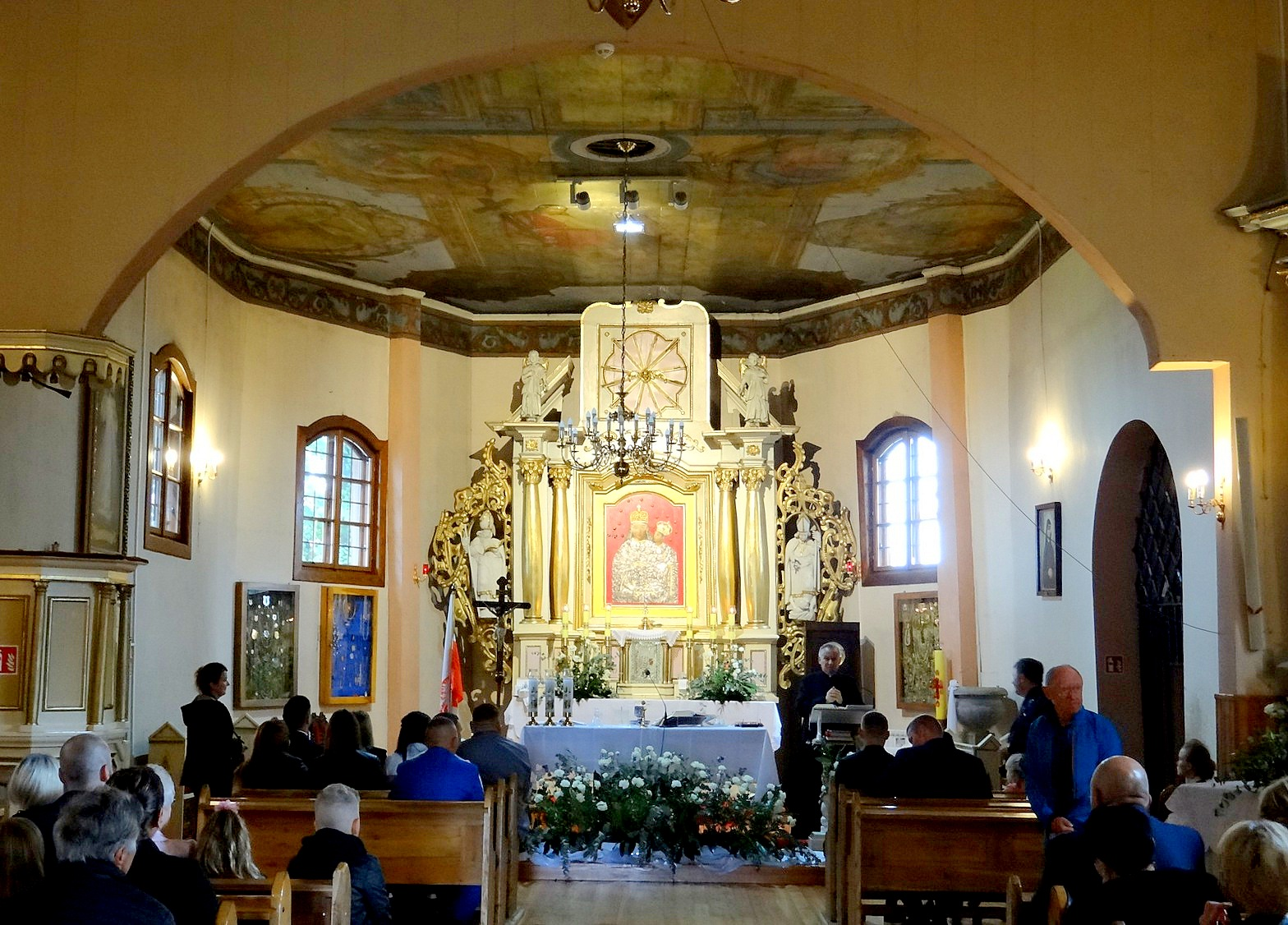
Wnętrze i ołtarz